# المنطقة المركزية (المدينة المنورة)
المنطقة المركزية بالمدينة المنورة هي المنطقة المتاخمة للمسجد النبوي والتي تحيط به من جهاته الأربع. شكلها شبه دائري، ومركزها الحرم النبوي الشريف، وحدودها الخارجية هي طريق الملك فيصل الدائري.